# 蕭鳳來

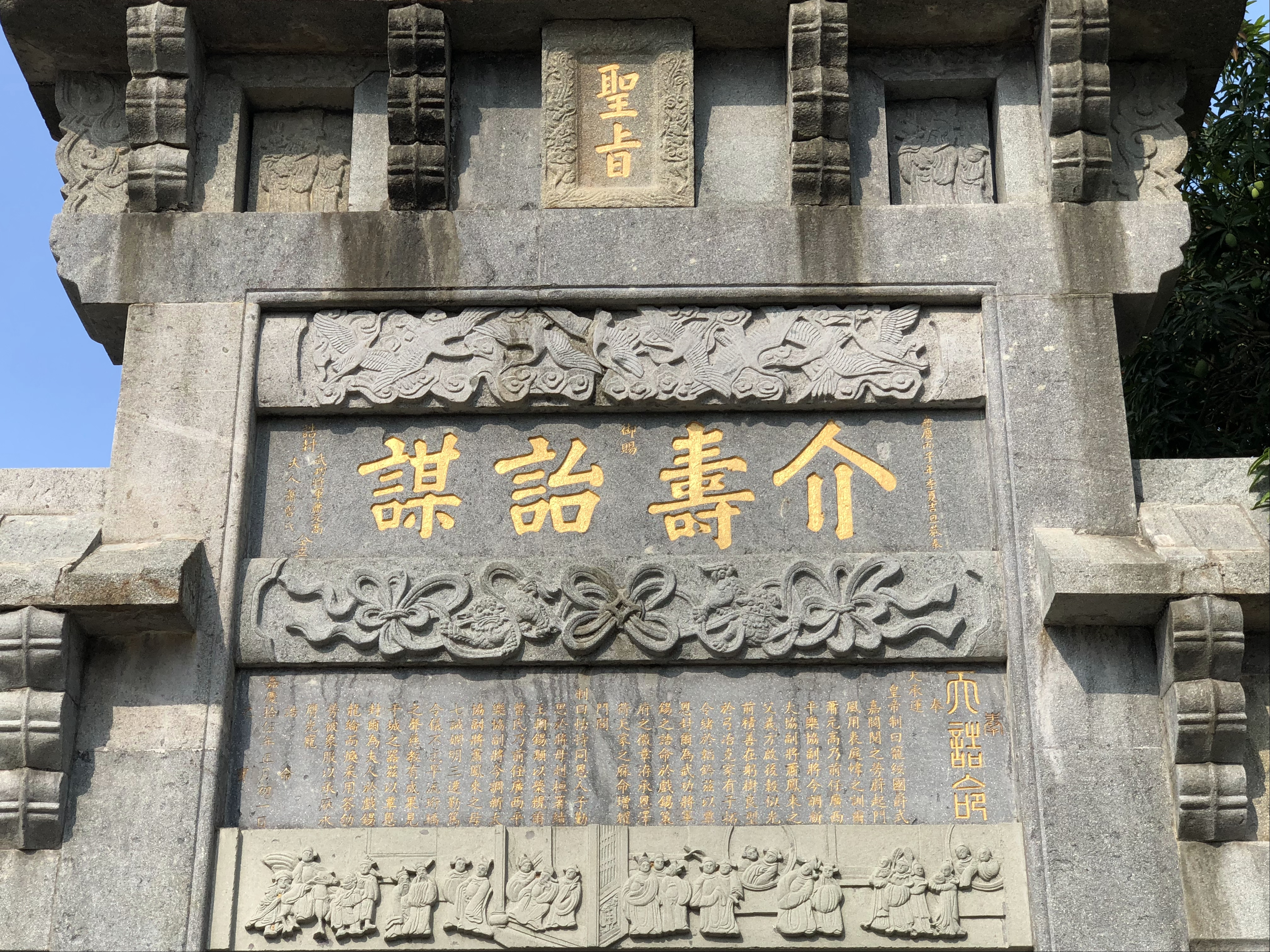
介寿诒谋牌坊上所刻嘉庆帝圣旨

蕭鳳來（1759年—1830年），字縉升，號梧栖，清朝惠州府歸善縣三多祝皇思揚村人（今惠州市惠東縣多祝鎮皇思揚村，皇思揚村為第一批廣東省古村落）。清朝軍事人物。
乾隆四十九年（1784年）甲辰科武進士，官至廣西左、右江總兵，欽賜戴花翎，誥授武顯將軍。清朝嘉慶二十年（1815），蕭鳳來誥授武顯將軍，其父母屆80歲大壽且五世同堂，嘉慶皇帝御賜“介壽詒謀” “恩榮”石牌坊以作表彰（該牌坊於1966年文革期間被炸毀，后搜集建筑构件重修）。